# Municipio de Akron (Illinois)
El municipio de Akron (en inglés: Akron Township) es un municipio ubicado en el condado de Peoria en el estado estadounidense de Illinois. En el año 2010 tenía una población de 1068 habitantes y una densidad poblacional de 11,3 personas por km².

## Geografía
El municipio de Akron se encuentra ubicado en las coordenadas 40°55′42″N 89°41′21″O / 40.92833, -89.68917. Según la Oficina del Censo de los Estados Unidos, el municipio tiene una superficie total de 94.48 km², de la cual 94,2 km² corresponden a tierra firme y (0,3 %) 0,28 km² es agua.

## Demografía
Según el censo de 2010, había 1068 personas residiendo en el municipio de Akron. La densidad de población era de 11,3 hab./km². De los 1068 habitantes, el municipio de Akron estaba compuesto por el 96,07 % blancos, el 0,47 % eran afroamericanos, el 0,47 % eran asiáticos, el 0,56 % eran de otras razas y el 2,43 % eran de una mezcla de razas. Del total de la población el 2,34 % eran hispanos o latinos de cualquier raza.